# Сомапура Махавіхара
Сомапура Махавіхара (бенг. সোমপুর মহাবিহার, трансліт. Shompur Môhabihar) — найбільша за розмірами буддійська вігара на Індійському субконтиненті. Розташована на півночі Бангладешу в містечку Пахарпур. У буддійській традиції пов'язана з ім'ям великого проповідника Атіша.
У центрі споруди — традиційна ступа, навколо якої в квадрат вписані 177 чернечих келій. Загальна площа пам'ятки перевищує 85 тис. м². Мур, що оточує монастир, облицьований теракотовими пластинками з зображеннями Будди.
Археологи встановили, що віхара була побудована буддійським правителем Дгармапалою (781—821) з династії Пала. В XI столітті її спалили прибульці із заходу (Ванга). Згодом монастир був відновлений, але з приходом у регіон ісламу його остаточно закинули.
Наприкінці XX століття ЮНЕСКО привернуло увагу наукової громадськості до напівзабутої пам'ятки індійського буддизму і виділило кілька мільйонів доларів на її реставрацію. У 1985 р. велика пахарпурська віхара була занесена до переліку Світової спадщини.

## Галерея

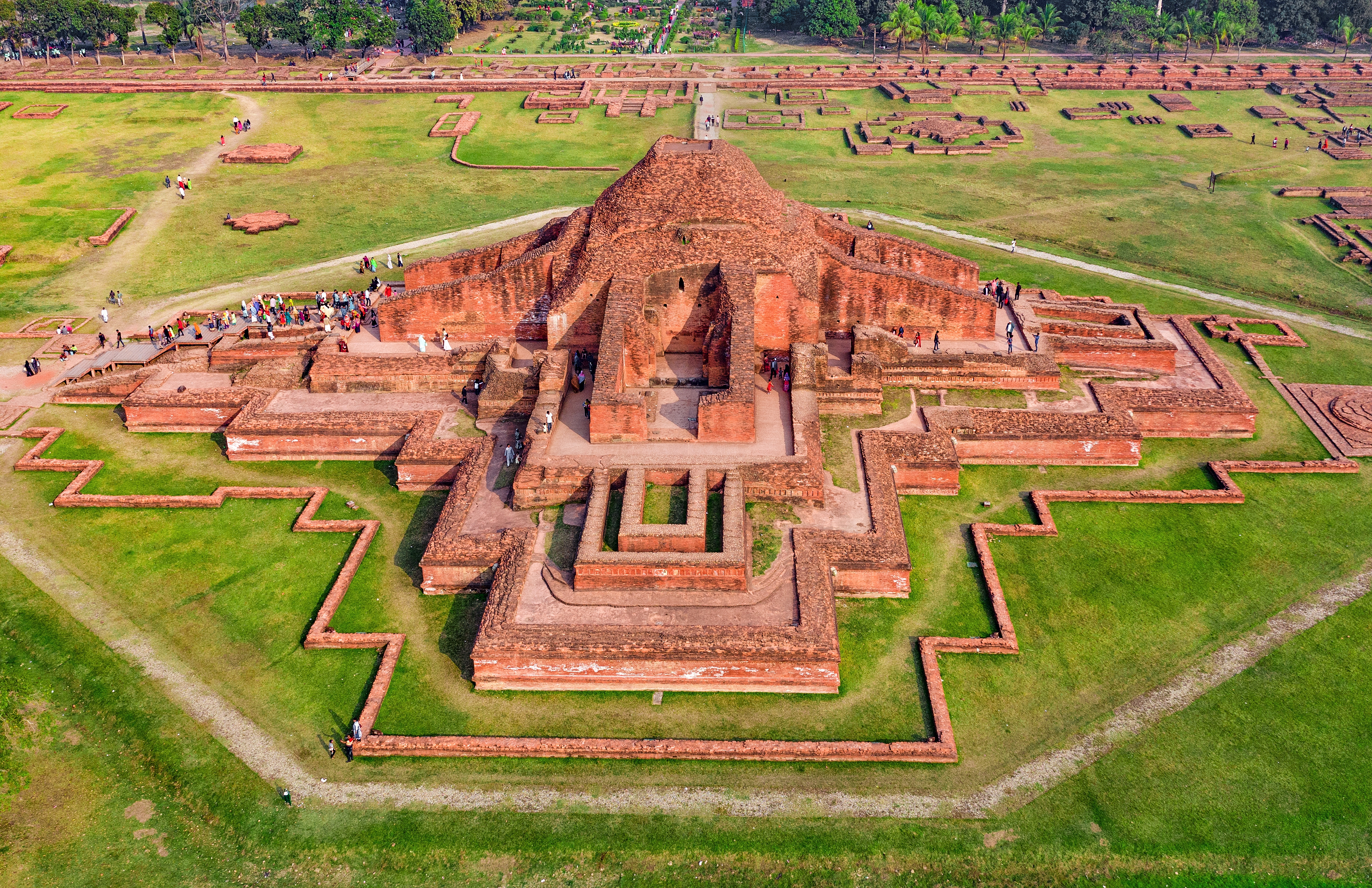
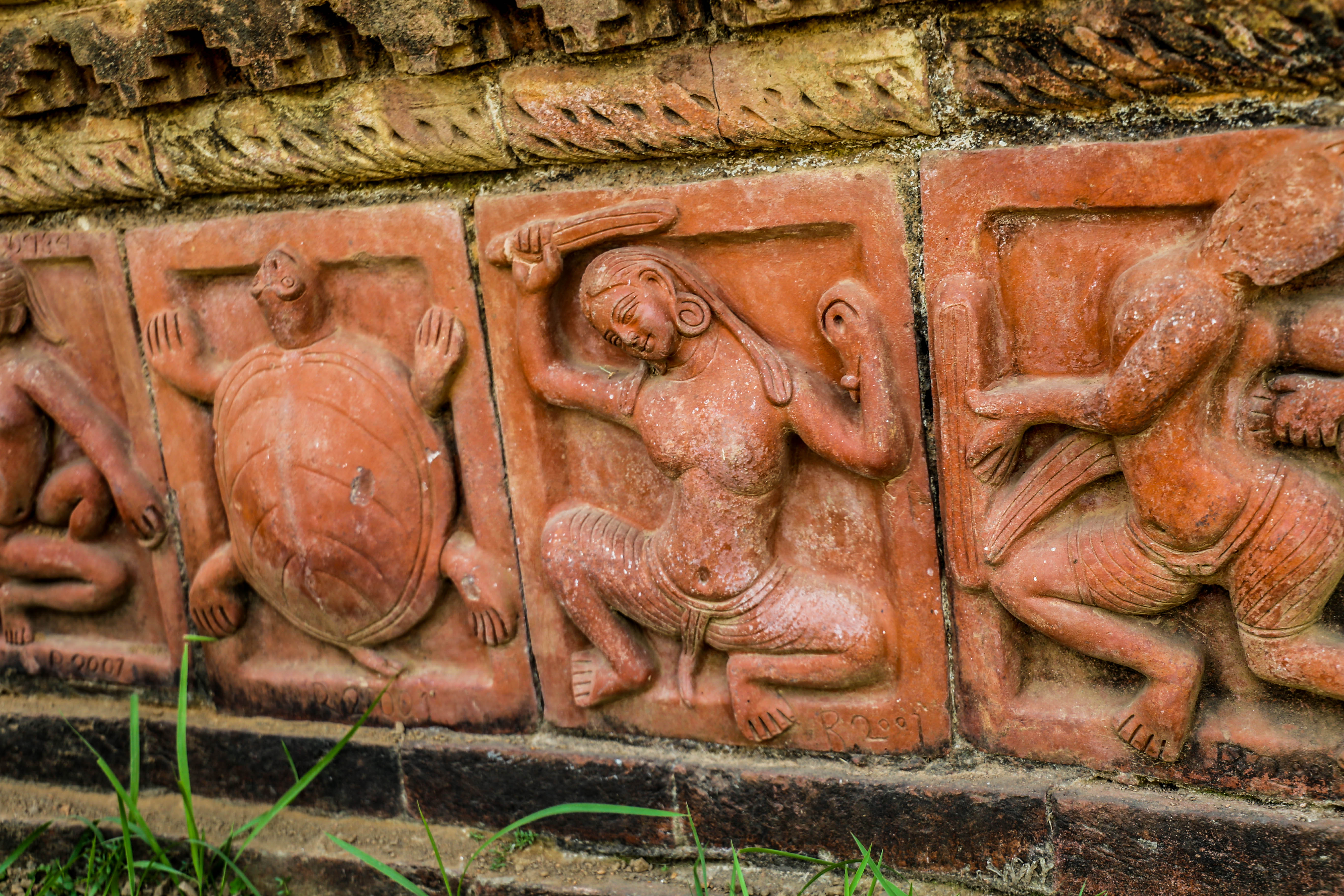
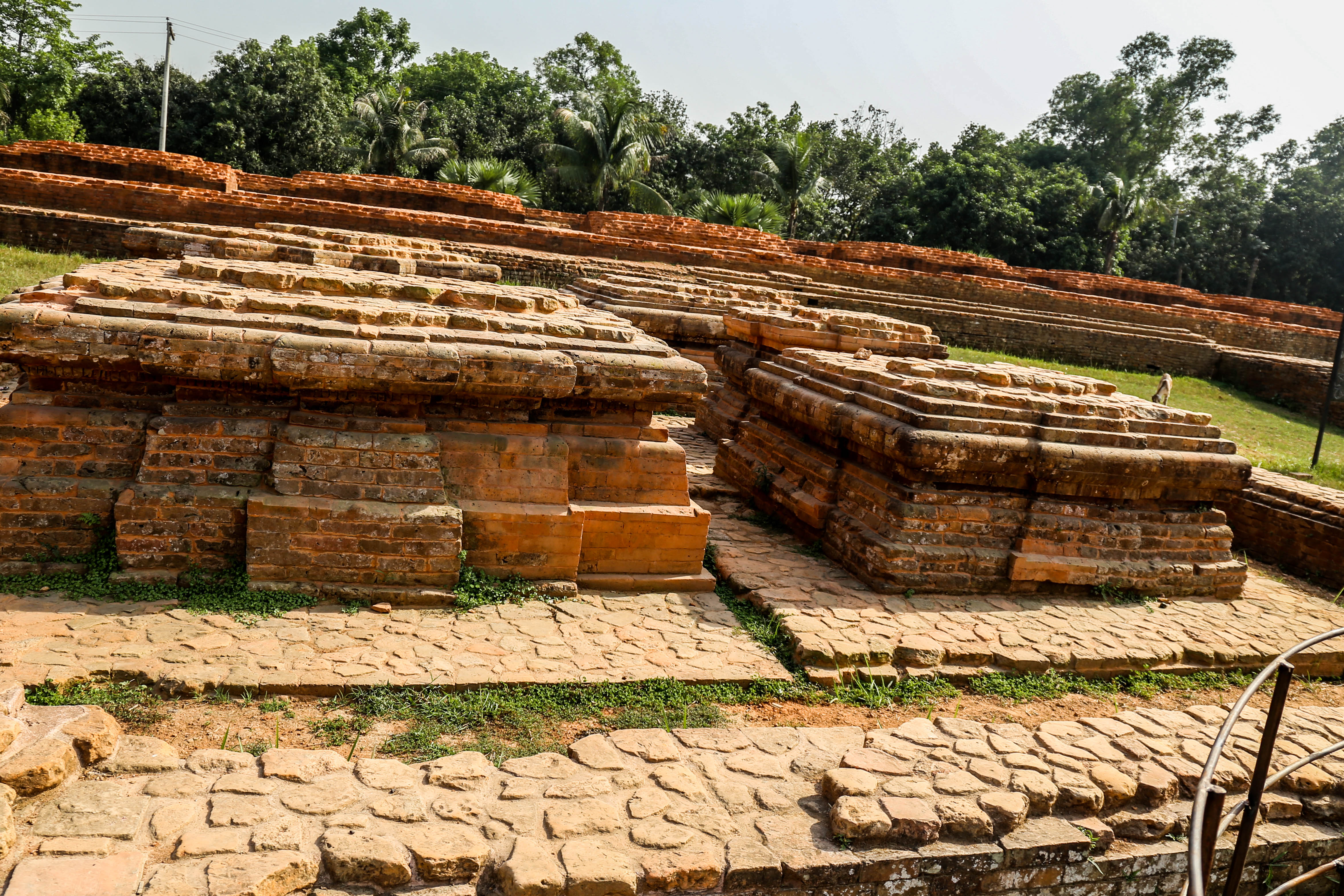
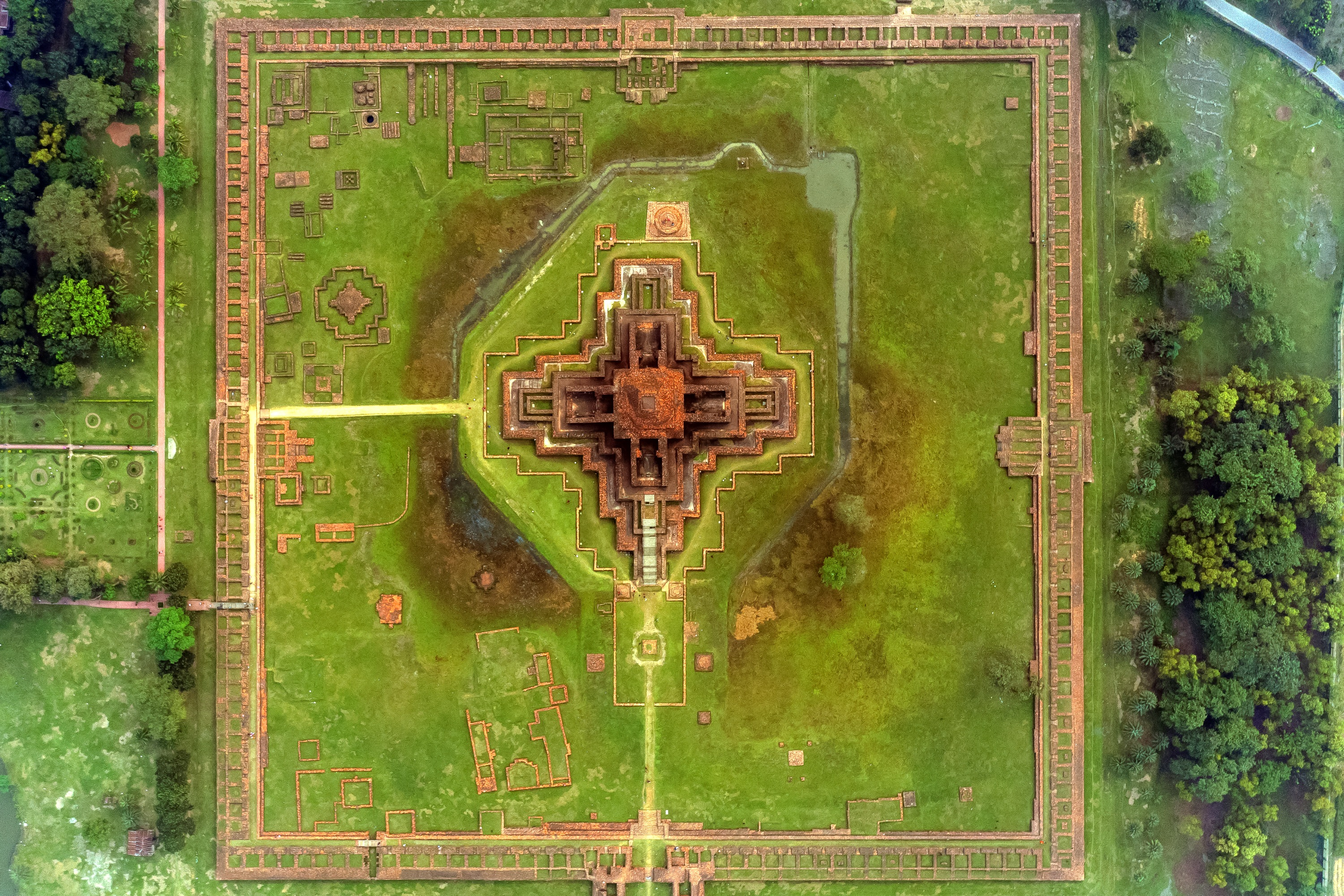
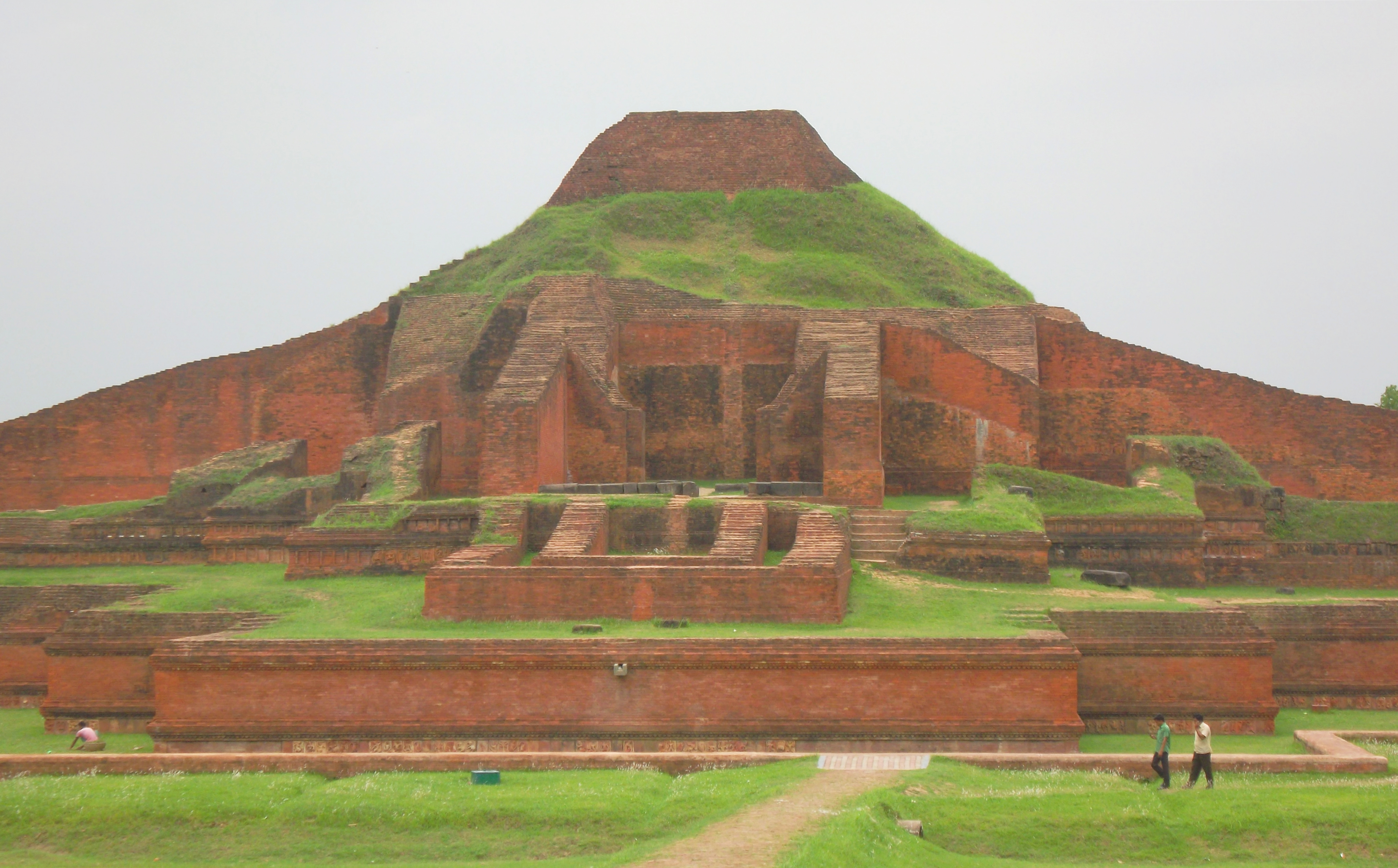